# Publications of the Astronomical Society of the Pacific
Publications of the Astronomical Society of the Pacific (abgekürzt PASP, nach ISO 4 Publ. Astron. Soc. Pac.) ist eine monatlich erscheinende wissenschaftliche Fachzeitschrift für Astronomie. PASP veröffentlicht normale und Übersichtsartikel, Veröffentlichungen über astronomische Instrumente und Techniken sowie Zusammenfassungen von Doktorarbeiten.
PASP ist die wissenschaftliche Zeitschrift der Astronomical Society of the Pacific und wird bei University of Chicago Press herausgegeben. PASP erscheint seit 1899.